# Cynthia A. Volkert
Cynthia A. Volkert  (* 1. Oktober 1960 in Williamsport) ist eine deutsche Physikerin und Hochschullehrerin an der Georg-August-Universität Göttingen.

## Werdegang
Cynthia Volkert studierte Physik an der McGill University in Kanada und der Harvard University in den USA. Sie promovierte 1987 in Physik an der Harvard University zur Strukturrelaxation metallischer Gläser.
Von 1988 bis 1998 arbeitete sie als Wissenschaftlerin bei den Bell Laboratories in Murray Hill in USA. Ihre Forschung dort umfasste verschiedene experimentelle und theoretische Aspekte der Auswirkungen von Ionenstrahlung auf Feststoffe, der Spannungsrelaxation in heteroepitaktischen Filmen, der Spannungseffekte auf die optischen Eigenschaften von Gläsern, der Phasenänderungen auf sehr kurzen Zeitskalen, der mechanischen Eigenschaften dünner Metallfilme und der Elektromigration.
Anschließend wechselte sie nach Deutschland und forschte von 1999 bis 2002 am Max-Planck-Institut für Metallforschung in Stuttgart an Mikrostrukturen und Elektromigration in dünnen Filmen. Von 2003 bis 2007 arbeitete sie am Forschungszentrum Karlsruhe und entwickelte dort mikromechanische Methoden, um ex-situ- und in-situ-Untersuchungen der Verformungs- und Versetzungsdynamik in kleinen Dimensionen durchzuführen.
Cynthia Volkert hat seit 2007 eine Professur am Institut für Materialphysik der Universität Göttingen und ist seit 2008 Präsidentin der Deutschen Gesellschaft für Materialkunde.

## Forschung
Der Forschungsschwerpunkt von Volkert sind die mechanischen Eigenschaften von Nano- und Mikrostrukturen in Metallen. Sie nutzt für deren Untersuchung fokussierte Ionenstrahlsystemen, wie die Transmissions-Elektronenmikroskopie und Rastersonden-Mikroskopie. Sie untersucht, wie sich Druck, Spannung, Strahlung und andere mechanische Stressfaktoren auf die freie Energie in Materialien auswirkt, da im nanomolekularen Bereich diese Verformungen und Phasenumwandlungen anderen Prozessen als im großen Maßstab folgen. Volkerts Forschung liefert so neben Steuerungs- und Optimierungsmöglichkeiten auch Anwendungsmöglichkeiten für die Wiederverwertung von Materialien.

## Auszeichnungen und Ehrungen
Am 16. März 2011 wurde sie in der Sektion Technikwissenschaften unter der Matrikel-Nr. 7408 als Mitglied in die Nationale Akademie der Wissenschaften Leopoldina aufgenommen.